# Charles Regnauld
Pour les articles homonymes, voir Regnauld.
Charles Joseph Marie Regnauld (Maubeuge, 15 avril 1879 - Paris, 19 août 1943) est un polytechnicien (1897), ingénieur des Ponts et chaussées (entré en 1899), sous-directeur des Chemins de Fer d'Alsace-Lorraine, qui a réalisé les plans et dirigé les travaux du Tunnel Maurice-Lemaire de 1933 à 1937.
Avant d'entrer aux Chemins de Fer d'Alsace-Lorraine, et avant la Première Guerre mondiale, il a travaillé comme jeune ingénieur d'étude dans l'entreprise Eiffel, notamment pour la construction du Viaduc de Garabit. Également, avant sa retraite, il est le dernier ingénieur à avoir apporté une modification du tiroir de distribution sur les motrices à vapeur, pour améliorer leur vitesse.
Il reçoit également les autorails Bugatti, dont le moteur était celui utilisé pour la plus puissante des voitures de l'époque (la Royale) et qui ne s'est vendue qu'à un seul exemplaire.